# زیردریایی کلاس آلفا
زیردریایی کلاس آلفارومئو (به انگلیسی: Alfa-class submarine) یک کلاس از زیردریایی است که طول آن 81.4 metres می‌باشد.